# Pistoleirismo
Pistoleirismo refere-se ao meio empregado na Espanha durante a crise da restauração de Alfonso XIII que consistia na contratação de assassinos pagos por parte da classe patronal, empresários, altos cléricos, grandes proprietários de terras e industriais, para assassinar sindicalistas e trabalhadores mais ativos, em sua maioria de inspiração anarquista. Por sua vez os trabalhadores organizados responderam com seus próprios grupos de pistoleiros que atuavam tanto contra os assassinos pagos quanto contra os mandantes dos crimes.